# Krisenvorsorgeliste
Als  Krisenvorsorgeliste (früher auch: Deutschenliste) wird eine „Liste der [… im] Konsularbezirk ansässigen Deutschen und anderer Schutzbefohlener sowie ihrer Familienangehörigen“, die die jeweilige deutsche Auslandsvertretung zur Vorsorge für Katastrophenfälle führt, bezeichnet.
Als solche Katastrophenfälle gelten nach § 6 Abs. 1 Konsulargesetz (KonsG) eintretende oder drohende „Naturkatastrophen, kriegerische oder revolutionäre Verwicklungen oder vergleichbare Ereignisse, die der Bevölkerung oder Teilen von ihnen Schaden zufügen“.
Laut dem Ratgeber des Auswärtigen Amtes vom Juni 2002 sind neben „Großschadensereignissen auch Unruhen, die eine Evakuierung deutscher Staatsangehöriger aus den betroffenen Gebieten im Einzelfall notwendig machen“, gemeint.
Die Gewährung von Hilfe und Schutz für deutsche Staatsbürger durch die deutsche diplomatische Vertretung ist völkerrechtlich die Ausübung des Diplomatischen Schutzrechtes.
Durch die Unionsbürgerschaft haben Deutsche auch Anspruch auf Hilfe durch das Konsulat eines anderen Mitgliedstaates der Europäischen Union, wenn in dem Land keine deutsche diplomatische Vertretung existiert.
Die Aufnahme in die Krisenvorsorgeliste ist freiwillig. Sie erfolgt seit November 2008 über ein Online-Verfahren mit dem Namen „Elektronische Erfassung von Deutschen im Ausland“ (abgekürzt: ELEFAND), über das auch eine passwortgeschützte Aktualisierung der Kontaktdaten möglich ist. Der Nutzer kann ein Benutzerkonto über die Krisenvorsorgeliste registrieren oder sich mit einem bestehenden BundID-Nutzerkonto registrieren.
Die Krisenvorsorgeliste, die früher auch offiziell Deutschenliste hieß, ist nicht zu verwechseln mit der historischen Deutschen Volksliste.